# Ndomdjengué
Ndomdjengué ou Ndomdzengué ou Ndomdjingué, est un village du Cameroun, rattaché à la commune de Nyanon, situé dans le département de la Sanaga-Maritime et la région du Littoral, situé sur la route de Bot-Makak vers Bokito, à 3 km de Kikot.

## Population et développement
En 1967, la population de Ndomdjengué était de 220 habitants, essentiellement des Eton. La population de Ndomdjengué était de 229 habitants dont 122 hommes et 107 femmes, lors du recensement de 2005.